# 白慧元
白慧元（？年—1638年），號次如。陝西承宣布政使司延安府清澗縣籍榆林卫（今屬陝西省榆林市）人，白宗舜之次子，明朝政治人物。

## 經歷
性情豪邁不羈，自幼聰穎，讀書通大義，胸有大志。
崇禎三年（1630年）庚午鄉試第七名舉人。隨即丁內艱，當時國家多難，慨然以天下為己任。遊歷名山，抒發憤慨。
崇禎七年（1634年）甲戌科第三甲第一百四十七名同進士出身。授河間府任丘縣知縣，上任後清理陳積的弊政、禁治豪強奸吏，縣裡多豪族權貴也不退避，吏治肅然，得到人民敬畏。
崇禎九年（1636年），阿濟格率清軍入塞，白慧元守城有功。院、道上疏舉薦，減俸保舉調任京職，留任。
崇禎十一年（1638年），因與權閹有隙，白慧元被疏論，崇禎帝命令將其逮治。年底，皇太极率军入塞，白慧元被捕後尚未啟程，後金軍已抵達城下，於是與代署知縣李廉仲共同守城。不久之後，李廉仲縋城逃遁，白慧元親自穿上鎧甲和頭盔，盡力指揮防禦。城破時，白慧元一門都被殺。
崇禎十五年（1642年），贈河南按察司僉事，其子授為廕監生。

## 家庭及關聯
- 父：白宗舜，蒲州知州。
- 子：白鰲宸，順治五年拔貢，平樂府、溫州府通判，三藩之亂時被叛投耿精忠的永嘉縣知縣馬琾所殺。
- 孫：白玠，康熙庚戌進士。